# Miriam Corsini
Pour les articles homonymes, voir Corsini (homonymie).
Miriam Corsini, née le 5 mai 1988, est une nageuse italo-mozambicaine.

## Carrière
Miriam Corsini remporte la médaille d'argent du relais 4 x 100 mètres quatre nages, dont elle ne nage que les séries, aux Championnats d'Europe juniors de natation 2005 (en) à Budapest sous les couleurs de l'Italie.
Sous les couleurs du Mozambique, elle obtient aux Jeux africains de 2011 à Maputo la médaille d'argent sur 50 mètres brasse,.